# Bassiano di Lodi
Bassiano o san Bassano (Siracusa, 319 – Laus Pompeia, 8 febbraio 409) è stato un vescovo italiano, venerato come santo dalla Chiesa cattolica.
È il patrono principale di Lodi, Bassano del Grappa, Pizzighettone e San Bassano. Fu ordinato vescovo della diocesi di Lodi il 19 gennaio 374. Il giorno a lui dedicato nel Martirologio romano è il 19 gennaio.

## Biografia
(Fazio degli Uberti, Dittamondo)
I dati cronologici assolutamente certi su san Bassiano sono quasi tutti basati sulla sua iscrizione sepolcrale:
«Governò la sua Chiesa per 35 anni e 20 giorni. A 90 anni di età, lasciando alla terra il suo corpo nella gioia salì al cielo quando erano consoli gli augusti Onorio per l'ottava volta e Teodosio per la terza.»
Secondo l'agiografia Vita Sancti Bassiani del vescovo di Lodi Andrea (circa dal 971 al 1002) san Bassiano nacque a Siracusa da un alto magistrato pagano che lo inviò a Roma per completare gli studi e avviare la carriera. A Roma si fece cristiano e, per sfuggire al padre, si spostò a Ravenna.
Dal 374 al 409 fu vescovo della città di Laus Pompeia (oggi Lodi Vecchio): è ricordato per essere stato il primo vescovo di Lodi. La città registrava già da tempo la presenza di una fiorente comunità cristiana, come dimostra la circostanza che le autorità imperiali, ai tempi delle persecuzioni di Diocleziano e Massimiano Erculeo, scelsero di decapitare i martiri Nabore, Felice e Vittore, legionari africani, proprio fuori Lodi Vecchio, il 12 luglio 303, allo scopo di terrorizzare la numerosa collettività cristiana.
La scelta di consacrare il primo vescovo di Laus Pompeia è probabilmente frutto della resistenza cattolica ad Aussenzio, vescovo ariano di Milano, condannato come eretico nel II Concilio Romano del 372.
Nel 381, al concilio di Aquileia, Bassiano partecipò alla condanna del vescovo ariano Palladio di Ratiaria (l'odierna Archar, lungo il Danubio, oggi in Bulgaria).
Nel 387 inaugurò fuori dalle mura la basilica dei XII Apostoli, la prima di Lodi. Essa venne consacrata da Ambrogio, vescovo di Milano, e dal suo coadiutore Felice, dal 386 primo vescovo di Como. L'edificio sopravvisse alla distruzione dei milanesi nel 1158 al tempo delle guerre contro il Barbarossa.
Nel 390 partecipò al sinodo milanese indetto da Ambrogio per controbattere alla predicazione dell'eretico Gioviniano (già confutato da San Girolamo). Firmò, insieme ad Ambrogio, la lettera sinodale (conservata) al papa Siricio (sul seggio papale dal 384 al 399). Nel 397 (come riferisce Paolino di Milano, biografo di Ambrogio), assistette ai funerali del grande vescovo nel momento della sua morte.
Morì a Laus Pompeia l'8 febbraio 409 e fu sepolto nella basilica da lui fondata.

## Culto

### Storia delle reliquie
Nel 1158, quando i milanesi distrussero Lodi, le sue reliquie furono traslate a Milano, dove rimasero fino al 1163, quando il Barbarossa, dopo che il 10 marzo 1162 aveva costretto Milano alla resa e l'aveva "distrutta" a sua volta, le riportò in Lodi, della quale aveva nel frattempo autorizzato la ricostruzione. La processione solenne era guidata dall'antipapa Vittore IV, dallo stesso Imperatore, alla presenza del patriarca di Aquileia e dell'abate di Cluny. Le reliquie sono custodite ancora oggi nella cripta della cattedrale di Lodi.
In occasione dei 1600 anni della morte del santo, il 18 gennaio 2009, il cardinale Angelo Bagnasco ha presieduto una celebrazione eucaristica nella cattedrale di Lodi, concelebrata dai vescovi Giuseppe Merisi, Rino Fisichella e Bassano Staffieri. Nella stessa occasione è stata indetta la peregrinatio delle reliquie di san Bassiano in tutte le parrocchie della diocesi di Lodi.

### Feste
Ogni anno, in occasione della festività a lui dedicata, si svolge un'antica fiera nel quadrilatero di piazza della Vittoria, davanti al Duomo: sotto i portici del Broletto viene distribuita la tradizionale trippa detta büseca de San Basàn.